# Нож от блянове
Нож от Блянове (на английски: Knife of Dreams) е единайсета част на фентъзи поредицата „Колелото на времето“ от американския писател Робърт Джордан. Издадена е от Tor Books в САЩ и от Orbit в Обединеното кралство и излиза на пазара на 11 октомври 2005 г. Има 784 страници, състои се от пролог, 37 глави и епилог.

## Сюжет
Началната епиграма гласи:
„Сладостта от победата и горчивината от поражението са като нож от блянове“ – из Мъгла и стомана, Мадок Комадрин

### Резюме
Тази част на Колелото на времето развързва много възли, заплитали се в предшестващите я книги. Елейн получава трона на Андор и успява да залови сестрите от Черната Аджа в Кемлин. Егвийн, пленена от Айез Седай в Бялата кула и понижена до новашкото бяло, започва да подронва властта на Елайда отвътре. Ранд успява да избегне капан, поставен от Отстъпницата Семирага, като с това я пленява, но губи и лявата си ръка. Мат и Тюон се женят когато групата им достига границата на териториите, контролирани от Сеанчан. След това Тюон се връща в Ебу Дар, където научава за гражданската война в империята и за смъртта на цялото императорско семейство, което прави нея, единствената оцеляла, Императрица на Сеанчан. Перин побеждава Шайдо в Малден с помощта на сеанчанска армия и спасява жена си Файле. Странни тролокски атаки, ходещи мъртви, разплитащи се конци от Шарката и други събития показват, че Последната битка все повече се приближава.

### Пролог
В пролога става дума за:
- Двубой между Галад Дамодред (полубрат на Елейн и Гавин откъм баща си и полубрат на Ранд откъм майка си) и Еамон Валда, лорд капитан командир на Чедата на Светлината. Конфликтът завършва, Галад получава меч със знака на чаплата и ранга на убития лорд капитан командир.

- Кампанията на генерал Родел Итуралд, насочена срещу сеанчанците в Тарабон и Арад Доман

- Как Върховната лейди Сурот научава за смъртта на Императрицата и за Гражданската война в Сеанчан от Отстъпницата Семирага.

- Айезседайски заговори в Бялата кула

- Срещата на Перин Айбара с Галина Касбан от Черната Аджа и плана му за атака над Шайдо

- Събитията, случили се непосредствено след пленяването на Егвийн от Бялата кула

### Мат Каутон
Нишката на Мат в романа е поръсена обилно с битки и събития от световна важност докато той пътува през Алтара с групата си от последния роман. Разкриват се детайлите на писмото, пратено от Моарейн Дамодред на Том Мерилин; изглежда Синята сестра не е мъртва, а в плен на Еелфините и Аелфините. Макар да се дърпа в началото, Мат склонява да отиде да я спаси. Докато се опитва да напусне Алтара Мат среща своя подчинен и приятел Талманес Деловайнд, който води огромна част от личната армия на Мат, Бандата на Червената ръка. Тези войници са добре дошли, тъй като групата скоро се въвлича в непрестанни нападения на сеанчанци, пратени да убият Тюон. Мат и Бандата така за първи път използват знанието, за направа на фойерверки, за да създадат артилерия. Благодарение на нея и на сведенията, донесени му от генерал Фурик Карийд, той успява скоро напълно да унищожи тези сеанчански сили. Книгата освен това показва и сближаването между Мат и Тюон. След като взаимно се въвличат в различни психологически дуели, Тюон ненадейно завършва брачната церемония, неволно започната от Мат, в края на книгата, давайки на Каутон титлата Принц на Гарваните. Мат я убеждава, че го е направила от любов, но тя държи на твърдението, че това е брак по сметка. Двамата се разделят, уверявайки се един друг, че се подкрепят, но поставят нуждите на своите страни на предно място. Тюон се връща в Ебу Дар, за да се разправи с Мраколюбката Сурот и да се заеме с разбуждането на Империята си.

### Ранд ал-Тор
Ролята на Ранд в романа основно е сведена до приготовленията му за Тармон Гай-дон. Съзнавайки, че не може да се бие едновременно срещу Тъмния и сеанчанците, той урежда среща с Щерката на деветте луни, за да сключат мир или поне примирие. Междувременно огромна армия от поне 100 000 тролоци и мърдраали напада имението, където се е разположил Ранд, като битката едва не свършва катастрофално, когато Луз Терин успява да отнеме контрола над сайдин от Ранд. Усещайки усилията на лудия да убие и двамата, извличайки твърде много от Силата, Ранд сключва споразумение с него, че ще умрат в Последната битка. Тази тролокска армия, по думите на Моридин, е последната, изпратена по пътищата от Самаил или от някой, който се преструва на него.
Срещата на Ранд с „Тюон“ също свършва зле. Ранд разкрива, че насреща му всъщност е Семирага. В последвалата битка Семирага е пленена, но с цената на лявата ръка на Ранд. За да омаловажи поражението си Семирага разказва на всички присъстващи за състоянието на Ранд. Според Грендал, казва тя, много от полуделите чуват гласове на други хора в главите си, а ако гласът е истински — още по-зле. Това твърдение само засилва стремежа на Ранд да приключи с Последната битка колкото се може по-бързо.

### Перин Айбара
Перин обезсилва Шайдо и спасява жена си Файле, която е тяхна пленница, с помощта на сеанчанския Знаменен генерал Тилий Кирган. За да се справят с огромния брой Мъдри на Шайдо, те замърсяват водоизточника им с чай от корен на вилняк, който потиска способността за преливане. Трам, бащата на Ранд, се появява, водейки подкрепления от Две реки. Разкрива се неверието на Трам в месианската роля на Ранд. В разгара на битката дясната ръка на Перин, Ейрам, умира, докато се опитва да убие Перин, защото е убеден от Масема, че жълтите очи са знак на Сянката. Спасявайки Файле, Перин убива айилеца Ролан — той и негови приятели Мера'дин помагат на Файле и приятелките ѝ по време на плена, но Перин не го знае, а и Файле не му казва. Севанна е пленена от Сеанчан и, разбити и отслабени, Шайдо отново се отправят към Айилската пустош, водени от Терава.

### Обсадата на Бялата кула
Егвийн е пленница на Бялата кула след като в Кръстопътища по здрач запечатва пристанищната верига на Тар Валон. Тя поддържа контакт с бунтовничките, използвайки способността си да навестява Света на сънищата, и им забранява да я спасяват. Въпреки тежката дисциплина, която ѝ е наложена, тя разпръсква из Бялата кула съмнения в способността на Елайда да е Амирлин. И бунтовничките, и Бялата кула пращат свои Айез Седай в Черната кула да обвържат Аша'ман.

### Други герои
Лоиал най-накрая се жени и решава да иде да говори на Великия Пън в своя стеддинг, решен да убеди съплеменниците си да излязат и да се бият, за да не покрие Сянката земята. И двамата със Старея Хаман грабват брадви при тролокската атака. Ранд моли Лоиал да затвори всички портали към Пътища, но тъй като той ще ходи на Пъна, Стареят Хаман се съгласява да го замести.
Лан решава да иде до Шиенар и да се бие в Погибелта. Нинив го кара да обещае, че ще приеме всеки, който иска да тръгне с него, и че първо ще отиде до Фал Моран. После го завежда до брега на Аритския океан, в Салдеа, така че той трябва да пътува стотици мили, за да стигне до Шиенар. Тя Пътува пред него до градовете в Граничните земи и убеждава останките от народа на Малкиер да подкрепят краля си в Последната битка.
Галад убива Еамон Валда, защото вярва на слуховете, че той е убил Мургейз Траканд — жената, отгледала го като майка. След като на свой ред става лорд капитан командир, той решава да обърне армията на Чедата на север, срещу Тармон гай-дон, без да се интересува с кого ще се бият Белите плащове рамо до рамо.
Елейн най-накрая успява да стане кралица на Андор, но преди това преживява пленничество в ръцете на Черната Аджа, междуособици и нападения от други претенденти за престола.
Мазрим Таим се среща с група Червени сестри и се съгласява на предложението им: след като Сестри са били обвързани от ашамани, равен брой мъже от Черната кула ще бъдат обвързани към Сестрите. Като отговор на съгласието на Сестрите с условията му, Таим казва гробовно: „Нека царува Господарят на хаоса“, фраза, произнесена по-рано в поредицата от Тъмния.